# Saïda Garrach
Saïda Garrach (arabe : سعيدة قراش), de son nom complet Saïda Ben Garrach, est une avocate, militante féministe et femme politique tunisienne. Elle devient la première femme porte-parole de la présidence de la République tunisienne, entre 2017 et 2019.

## Biographie
Après l'obtention d'un baccalauréat en lettres, Saïda Garrach rejoint l'Institut supérieur de la jeunesse de Bir El Bey en 1985. En juin 1989, elle décroche son diplôme universitaire d'éducatrice de jeunesse et exerce ce métier pendant une dizaine d'années.
Militante dans l'âme, elle embrasse finalement une carrière d'avocate, grâce tout d'abord à une maîtrise en droit privé obtenue à Tunis en 1994 et à un DEA acquis en 2003 ; son mémoire de DEA est consacré au harcèlement sexuel. La même année, elle devient avocate au barreau de Tunisie.
Pendant les années où Zine el-Abidine Ben Ali est au pouvoir, jusqu'en 2011, elle met son activité d'avocate au service de son action de militante des droits de l'homme, notamment au sein d'Amnesty International, de l'Association tunisienne des femmes démocrates et de Juristes sans frontières. Elle milite également pour les droits des femmes, réalisant par exemple, avec l'ONG Global Rights (en), différents guides juridiques, pour les associations d'une part et pour les avocats tunisiens d'autre part, sur l'application des conventions internationales promouvant les droits des femmes face à la justice.
Elle entre en politique en 2011, à la suite de la révolution tunisienne. Connue pour sa verve, la militante de gauche se fait rapidement remarquer. Elle se montre méfiante lorsque le parti islamiste Ennahdha devient la première force politique du pays, de 2011 à 2014,. Grâce à l'accession au pouvoir en 2014 du parti Nidaa Tounes, dont elle est membre du bureau exécutif, elle rejoint le cabinet du président de la République tunisienne en devenant la conseillère principale du président Béji Caïd Essebsi, chargée des relations avec la société civile et des dossiers sociaux,. Le 21 juillet 2017, elle est nommée porte-parole de la présidence de la République tunisienne, une première pour une femme dans le pays,,,. Elle annonce sa démission le 28 octobre 2019 dans la foulée de l'élection de Kaïs Saïed à la présidence de la République.

## Vie associative
Très active dans le milieu associatif et syndical, Saïda Garrach a occupé et occupe encore de nombreuses fonctions au sein de plusieurs organisations.
- depuis 2003 : membre active de la commission « femmes » du barreau tunisien
- 2006-2008 : secrétaire générale de l'Association tunisienne des femmes démocrates[1], puis membre du comité directeur de cette association[10]
- 2006-2014 : membre du conseil du Forum social africain
- depuis 2011 : membre fondateur de l'association Juristes sans frontières
- depuis 2012 : membre fondateur de l'association Transparency 25

## Décorations
- Commandeur de l'ordre de la République tunisienne[11] ;
- Compagnon de l'ordre national du Mérite (Malte)[12].